# IC 4537
IC 4537 је елиптична галаксија у сазвјежђу Змија која се налази на листи објеката дубоког неба у Индекс каталогу.
Деклинација објекта је + 2° 2' 52" а ректасцензија 15h 17m 32,3s. Привидна величина (магнитуда) објекта IC 4537 износи 14,2 а фотографска магнитуда 15,2. IC 4537 је још познат и под ознакама CGCG 21-70, NPM1G +02.0408, PGC 54583.